# Odorrana hejiangensis
Odorrana hejiangensis es una especie de anfibio anuro de la familia Ranidae.

## Distribución geográfica
Esta especie es endémica del condado de Hejiang, provincia de Sichuan, República Popular China.

## Etimología
Su nombre de especie, compuesto de hejiang y el sufijo en latín -ensis, significa "que vive en, que habita", y le fue dado en referencia al lugar de su descubrimiento, Shunyangxi en el condado de Hejiang.

## Publicación original
- Deng & Yu, 1992 : A new species of the genus Rana from China. Journal of Sichuan Teachers College (Natural Science), vol. 13, p. 323–327.[5]